# نادي اتحاد إدفو
نادي اتحاد إدفو الرياضي (بالإنجليزية: Ittihad Edfu Sporting Club)‏ هو ناد رياضي مصري مقره مركز إدفو بمحافظة أسوان  ، تأسس عام 1992  من خلال دمج ثلاثة أندية وهي نادي بطليموس ونادي رمسيس ونادي إدفو الرياضي، وهو من أقدم الأندية الرياضية في إدفو فهو أقدم نادي في مدينة إدفو والثاني في مركز إدفو بشكل عام حيث يسبقه في الإشهار نادي سكر إدفو وهو من أندية الشركات.

### الموقع والنشأة
يقع بمحافظة أسوان بمدينة إدفو في صعيد مصر تأسس في 31 أغسطس 1992  من خلال دمج ثلاثة أندية، وهي نادي بطليموس ونادي رمسيس ونادي ادفو الرياضي.
يشارك نادي اتحاد إدفو الرياضي في أنشطة أكثر من اتحاد رياضي مثل الاتحاد المصري لكرة اليد والاتحاد المصري للكاراتيه والاتحاد المصري للشطرنج والاتحاد المصري للرياضة للجميع.

#### رقم وتاريخ الإشهار
- رقم الإشهار 202
- تاريخ الإشهار 31 أغسطس 1992م.

## رؤساء مجلس إدارة النادي
رؤساء النادي
رئيس مجلس الإدارة الحالي: عبدالحميد عبدالباري سليمان وشهرته نبيل النونو.
رئيس مجلس الإدارة السابق: سيد محمد حسن محمد وشهرته سيد درويش.
رئيس مجلس الإدارة الأسبق: جابر عبد العزيز عبد الجليل.
| الرئيس                     | من   | إلى      |
| -------------------------- | ---- | -------- |
| جابر عبدالعزيز عبدالجليل   | 2011 | 2014     |
| سيد محمد حسن               | 2014 | 2021     |
| عبدالحميد عبدالباري سليمان | 2021 | حتى الأن |

## ما يتعلق بالنادي

### المقر
```
شارع إبراهيم حسين، خلف مدرسة بنات النيل، إدفو، أسوان
```

### الملاعب
تحت الإنشاء

### الألوان والشعار

#### ألوان النادي
الأزرق والأحمر

#### شعار النادي
الشعار دائري الشكل يتوسطه دائرة بيضاء بها رموز لبعض أنشطة النادي وفي قلب الدائرة ثلاث سنابل ذهبية تمثل الأندية الثلاثة التي تكون النادي من خلال دمجها وعلم مصر وكأنه الأرض التي نبت منها النادي
يحيط بهذه الدائرة دائرة أكبر تمثل ألوان النادي الأزرق والأحمر وقد كتب عليها اسم النادي وتاريخ التأسيس باللغتين العربية والإنجليزية
يحيط بشعار النادي دائرة بلون السنابل الذهبية لترمز إلى الاتحاد الكامل للأندية الثلاثة

## الفرق الرياضية بنادي اتحاد إدفو
الفرق الرياضية بنادي اتحاد إدفو

### فريق مصارعة الذراعين
انضم لنشاط الاتحاد المصري للقوة ومصارعة الذراعين بدءا من عام 2015 كما شارك النادي في بطولة الجمهورية للذراع الحديدية بسوهاج 2015   وحقق مركزين متقدمين في وزن 90 كجم ووزن مفتوح فوق 110 كجم

### فريق الشطرنج
انضم لنشاط الاتحاد المصري للشطرنج عام 2016

### فرق كرة اليد
يشارك نادي اتحاد إدفو الرياضي في أنشطة الاتحاد المصري لكرة اليد

يشارك في نشاط اتحاد كرة اليد منذ عام 2019
بفريق أول وفريق ناشئين ويتولى تدريب فرق كرة اليد حاليا الكابتن وليد تقي

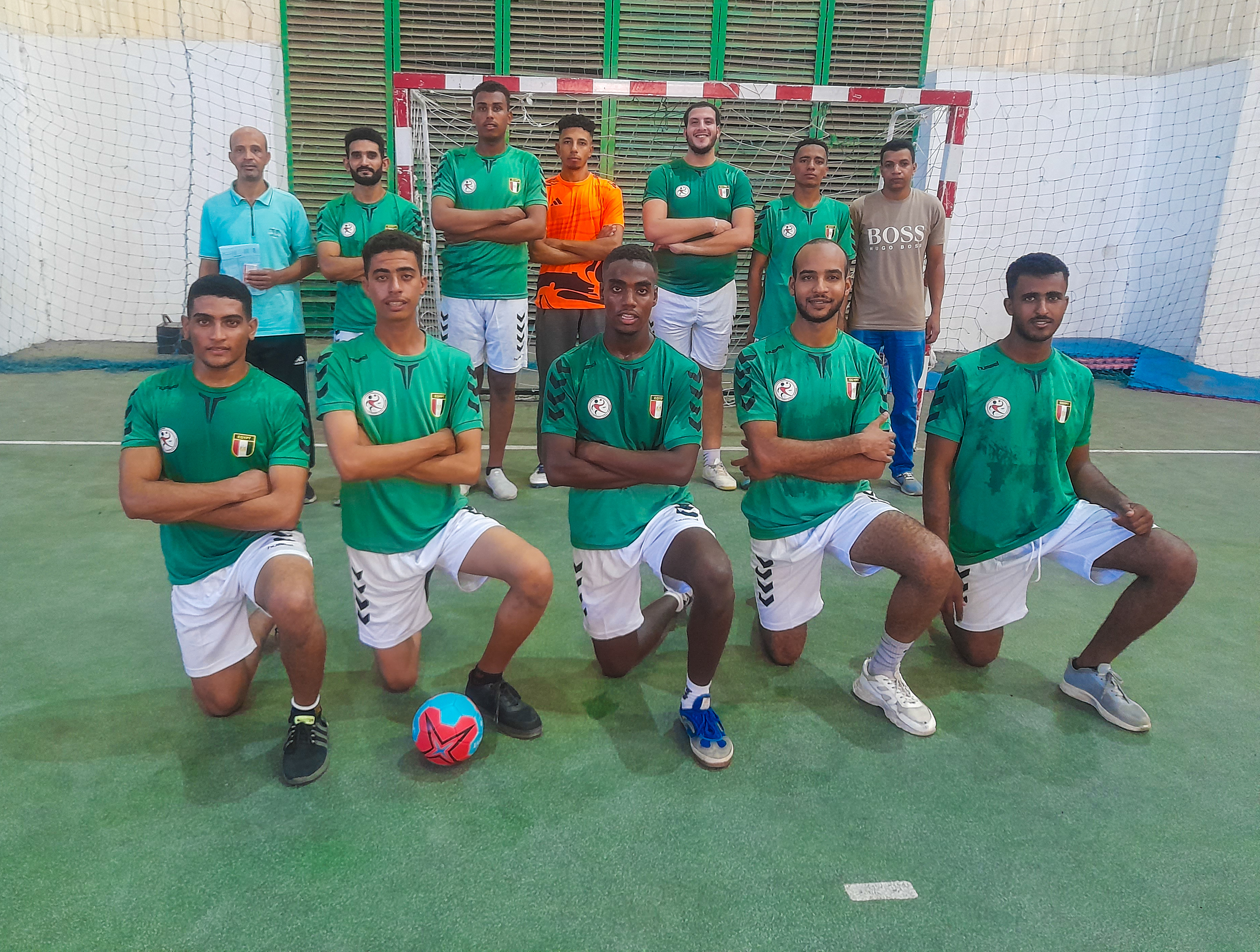
Ittihad Edfu Handball Team

فريق كرة اليد رجال

## الأكاديميات الرياضية بنادي اتحاد إدفو
تنشط الأكاديميات الرياضية بنادي اتحاد إدفو في ألعاب كرة القدم وكرة اليد والكاراتيه بهدف اعداد الناشئين لتمثيل فرق النادي.

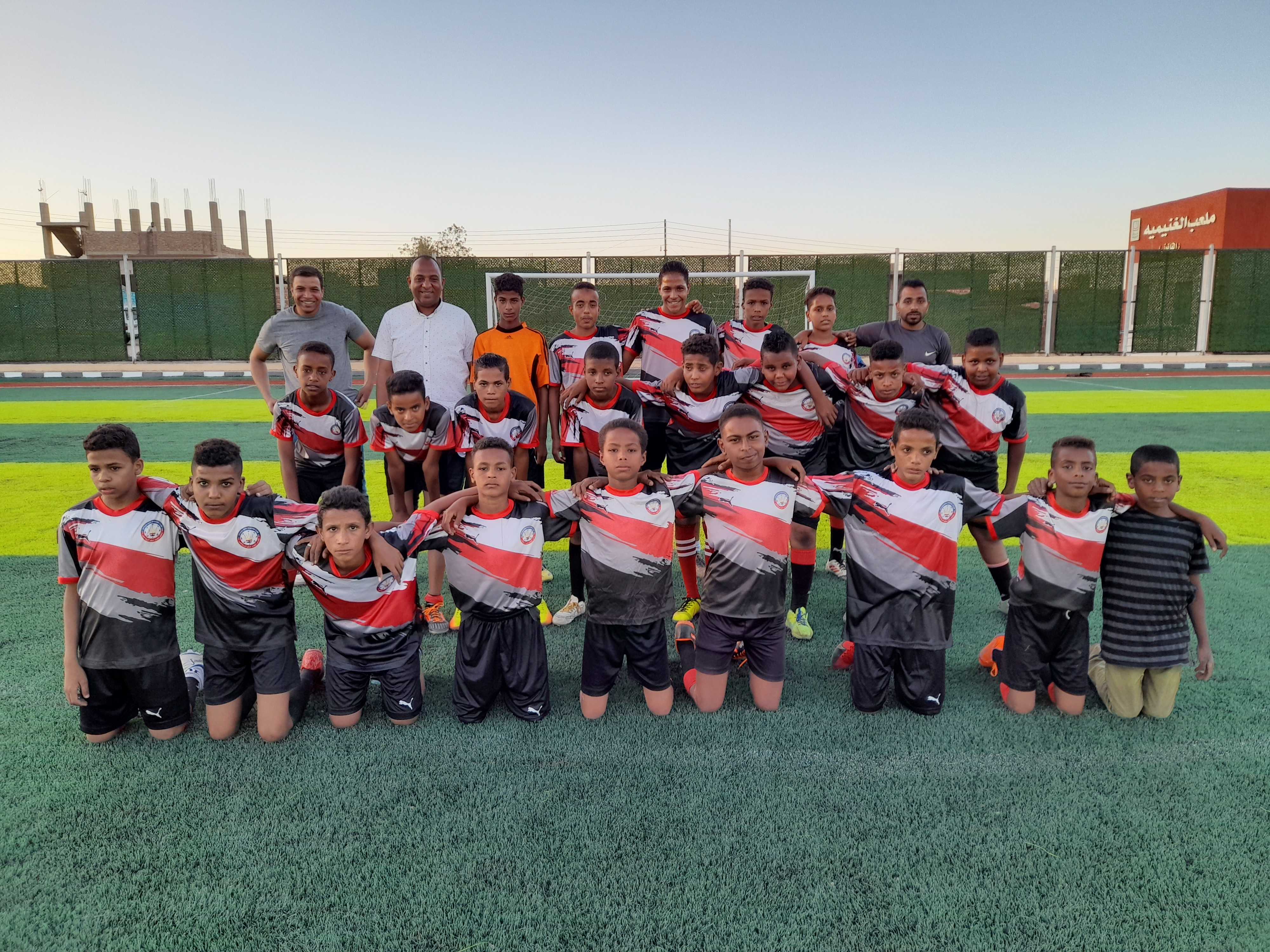
Ittihad Edfu Football Academy

## البطولات والإنجازات

### إنجازات داخل المحافظة
المركز الأول على مستوى المحافظة في دوري الأندية والأحياء الشعبية خماسي كرة القدم.
المركز الأول على مستوى المحافظة في أولمبياد الطفل المصري لكرة اليد.

### الانجازات المحلية

#### فريق مصارعة الذراعين «الرست»
مركز سابع جمهورية في وزن فوق 110 كجم في مصارعة الذراعين «رست» بسوهاج 2015.
مركز ثامن جمهورية في وزن 90 كجم في مصارعة الذراعين «رست» بسوهاج 2015.
يوجد بالنادي فريق لكرة اليد والشطرنج
1. ↑   نسخة محفوظة 9 يناير 2020 على موقع واي باك مشين. "نسخة مؤرشفة". مؤرشف من الأصل في 2020-01-09. اطلع عليه بتاريخ 2016-07-13.

1. [[1]]
2. [2]
3. [[3]]
4. [www.emss.gov.eg/folders/sport building/aswan/aswan clubs 38.htm]
5. [4]
6. [5]

- [www.emss.gov.eg/folders/sport building/aswan/aswan clubs 38.htm]
- موقع أخبار أسوان
- موقع محافظة أسوان
- [[4]|اليوم السابع]
- التحدي
- https://commons.wikimedia.org/wiki/File:%D8%A3%D9%83%D8%A7%D8%AF%D9%8A%D9%85%D9%8A%D8%A9_%D9%83%D8%B1%D8%A9_%D8%A7%D9%84%D9%82%D8%AF%D9%85.jpg

1. ↑   https://web.archive.org/web/20200103000811/http://www.aswan.gov.eg/infos/Statistics/Statistics/الشباب%20والرياضة/الشباب%20والرياضة%202015.pdf. مؤرشف من الأصل (PDF) في 2020-01-03. {{استشهاد ويب}}: الوسيط |title= غير موجود أو فارغ (مساعدة)
2. ↑  "egypttoday" ar-aa (بar-aa). Archived from the original on 2020-04-13. Retrieved 2020-03-06. {{استشهاد ويب}}: الوسيط غير صالح |script-title=: بادئة مفقودة (help)صيانة الاستشهاد: لغة غير مدعومة (link)
3. ↑  "نسخة مؤرشفة". مؤرشف من الأصل في 2020-01-09. اطلع عليه بتاريخ 2016-07-13.
4. 1 2  الشباب والرياضة بسوهاج:إقامة بطولة الجمهورية لمصارعة الذراعين 16 إبريل - اليوم السابع نسخة محفوظة 5 أبريل 2015 على موقع واي باك مشين.
5. ↑  Althdy.com نسخة محفوظة 16 أغسطس 2016 على موقع واي باك مشين.